# 布施博
布施 博（ふせ ひろし、1958年7月10日 - ）は、日本の俳優。東京都足立区出身。有限会社馬力屋所属（代表取締役も務めており、株式会社サン・オフィス、株式会社エム・アールなどと業務提携している）。身長182cm、体重78kg。二松學舍大学附属高等学校中退。

## 経歴・人物
高校中退後、1979年、ミスタースリムカンパニーに入団。
1984年、倉本聰脚本の『昨日、悲別で』での素朴な演技が注目される（以後、倉本の作品には常連起用された）。以降、『君が嘘をついた』などのトレンディドラマで一気にブレイク。
1994年に自ら劇団「東京ロックンパラダイス」をプロデュース、人材育成も積極的に行っていた（同劇団は2001年メンバーそれぞれの独立を機に一新）。現在も年間1本、2本「東京ロックンパラダイス」として活動をしている。
1997年10月から2007年3月までは『伊東家の食卓』にレギュラー出演。
2014年には姉妹劇団となる「東京DASH!」を旗揚げ。両劇団コラボ作品なども上演している。
ドラマで共演した古村比呂と1992年に結婚、その後3児の父となるも、2009年4月、離婚が成立した。
2012年4月、女優の井上和子と再婚。

## エピソード
- テレビ東京『〜裏ネタワイド〜 DEEPナイト』（2014年4月25日放映）に出演した際、「外資系のCMに出たら、1億近いギャラをもらった」と暴露。セリフは「オーマイガッド!」の一言だった（1990年のハインツのトマトケチャップのCMと思われる）[独自研究?]。
- 2018年4月2日放送の医療バラエティー番組『名医のTHE太鼓判!』（TBS）において、「脊柱管狭窄症」になっていることが判明[6]。
- 振付稼業air:manは主宰劇団「東京ロックンパラダイス」の旗揚げメンバーによって結成された。

## 出演

### テレビドラマ
- 刑事ヨロシク 第1話、第9話（1982年5月、8月、TBS）：死神組組員 役
- 天まであがれ! 第21話（1982年9月4日、日本テレビ）
  - 天まで上がれ!2 第4話（1983年8月27日、日本テレビ）：チンピラ（麦わら帽子）役
- ふぞろいの林檎たち（1983年、TBS）：佐竹順治の仲間 役
- 昨日、悲別で（1984年、日本テレビ）：佐々木和美（駅長） 役
- 火曜サスペンス劇場（日本テレビ）
  - 聖夜に愛が死んだ（1984年12月25日）
  - 新婚（1990年6月26日）：橋本智之 役
  - 遠い日の花火（1997年9月23日）：主演・洲崎徹 役
  - いのち（1998年7月21日）
  - 松本清張スペシャル・一年半待て（2002年1月15日）：須村要吉 役
  - 新・女検事 霞夕子第24作「隣の関係」（2004年12月7日）：渡山遥子（仁科亜季子）の家の隣人 役
- 太陽にほえろ! 第658話「ラガーよ、俺たちはおまえがなぜ死んだか知っている」（1985年8月2日、日本テレビ）：西山哲夫 役
- 武蔵坊弁慶 (1986年、NHK）：片岡為春 役
- 木曜劇場（フジテレビ）
  - ライスカレー（1986年4月3日 - 6月26日）：川床文太郎（ブンタ） 役
  - 抱きしめたい!（1988年7月7日 - 9月22日）：大友銀平 役
  - ハートに火をつけて!（1989年4月13日 - 6月29日）：矢沢国太郎 役
- 北の国からシリーズ（フジテレビ）：宮田寛次（シンジュク） 役
  - 北の国から'87初恋（1987年3月27日）
  - 北の国から'89帰郷（1989年3月31日）
  - 北の国から'92巣立ち（1992年5月22日・5月23日）
  - 北の国から'98時代（1998年7月10日・7月11日）
  - 北の国から 2002遺言（2002年9月6日・9月7日）
- クセになりそな女たち（1987年、フジテレビ）：古川正治 役
- 土曜ワイド劇場（テレビ朝日）
  - 迷探偵記者羽鳥雄太郎と駆け出し女刑事シリーズ3 別府温泉の湯けむりに女の死体を見た!（1987年4月4日）：アキラ 役
  - 松本清張スペシャル・鉢植えを買う女（1993年12月11日）：杉浦淳一 役
  - 同居人カップルの殺人推理旅行シリーズ（1994年 - 1999年）：主演・三上大輔 役
    - 同居人カップルの殺人推理旅行 北陸加賀〜結婚式に殺しの招待状（1994年8月27日）
    - 同居人カップルの殺人推理旅行 赤い花の証言　見合いの席で殺しの相談!?（1995年3月11日）
    - 同居人カップルの殺人推理旅行 犬が見た死体（1995年11月11日）
    - 同居人カップルの殺人推理旅行 嘘をつく女（1996年7月6日）　
    - 同居人カップルの殺人推理旅行 死を呼ぶダイエット（1998年5月2日）
    - 同居人カップルの殺人推理旅行 ダイエットハーブの罠（1999年8月14日）

  - 女料理長麻生祥子の推理 グルメパーティ連続殺人!（1995年5月13日）
  - 私を信じて!（1997年12月13日）：勝村（刑事） 役
  - 温泉若おかみの殺人推理10 下呂温泉〜飛騨高山　失踪した宿泊客（2002年4月13日）：相沢周平 役
  - 法医学教室の事件ファイル18 真犯人は法医学のプロ? 見えない血痕と逆さまの傷…（2003年11月8日）：村松卓 役
  - 瀬戸内しまなみ殺人海流（2008年2月9日）：鴨志田賢 役
  - 温泉若おかみの殺人推理20 九州別府〜雲仙〜湯布院、温泉地獄で連続殺人!!（2009年5月9日）：稲葉幸一 役
  - 女刑事音道貴子・凍える牙（2010年1月30日）：宮川卓（管理官） 役
  - 火災調査官・紅蓮次郎15（2015年6月6日）：村山昇 役
- 花王 愛の劇場/ママの色鉛筆（1988年6月27日 - 8月12日、TBS）
- ビートたけしの浅草キッド・青春奮闘編（1988年7月21日 - 8月25日、テレビ朝日）
- 君が嘘をついた（1988年10月24日 - 12月19日、フジテレビ）：戸田輝也 役
- 銀河テレビ小説/新橋烏森口青春篇（1988年11月21日 - 12月9日、NHK）
- ハロー!グッバイ（1989年4月 - 9月、日本テレビ）：真鍋譲（刑事） 役
- 恋人の歌がきこえる（1989年10月14日 - 12月23日、日本テレビ）：杉本玉男 役
- 世界で一番君が好き!（1990年1月8日 - 3月19日、フジテレビ）：小笠原万吉 役
- 世にも奇妙な物語（フジテレビ）
  - 「猿の手様」（1990年6月28日）：主演・石川寅男 役
  - 「息子帰る」（1991年4月11日）：主演・野沢信吾 役
  - 「水を飲む男」（1992年7月2日）：主演・三沢周平 役
  - 春の特別編「かげふみ」（1994年3月30日）：主演・門脇 役
  - 秋の特別編「殺人者の高橋さん」（1995年10月4日）：主演・高橋次郎 役
  - 秋の特別編「過去が届く午後」（2005年10月4日）：吉田秀之 役
- 刑事貴族（1990年4月13日 - 1991年3月22日、日本テレビ）：泉裕史（刑事） 役
- Y殺人事件-湯けむりスキーと女子大生!?-（1990年3月29日、TBS）：主演・不破太平 役
- Hは謎のイニシャル -H殺人事件-（1991年3月29日、TBS）：主演・不破太平 役
- 夫婦2組あぶない関係（1990年6月16日、TBS、ドラマチック22）：主演
- ナースステーション（1991年1月15日 - 3月18日、TBS）：三村悟 役
- 学校へ行こう!（1991年4月8日 - 6月24日、フジテレビ）：安西広海（ロミオ） 役
  - 学校へ行こう!SPECIAL　旅立ちの朝に…（1992年4月6日）
- 連続テレビ小説/君の名は（1991年4月1日 - 1992年4月4日、NHK）：浜口勝則 役
- 結婚したい男たち（1991年7月5日 - 9月20日、TBS）：島津千代之介 役
- 真夜中は別の顔（1992年1月9日 - 3月12日、テレビ朝日）：網島政明 役
- 真夏の刑事（1992年4月12日 - 9月27日、テレビ朝日）：神野（署長） 役
- 悪女（1992年4月18日 - 6月27日、日本テレビ）：小野忠 役
- ずっとあなたが好きだった（1992年7月3日 - 9月25日、TBS）：大岩洋介 役
- ドラマシティー'92/いまも友だちいますか（1992年9月10日、札幌テレビ）
- 大空港'92（1992年10月15日 - 12月17日、テレビ朝日）：宗形克也 役
- はだかの刑事 第20話 - 最終話（1993年7月 - 9月、日本テレビ）：三沢新平（刑事） 役
- 月曜ドラマスペシャル（TBS）
  - 2時間7分の身代金（1993年7月26日、TBS）：森本（刑事）役
  - 信濃のコロンボ事件ファイル 戸隠伝説殺人事件（1995年2月27日）：主演
  - 熊野路伝説殺人事件（1996年2月12日）：主演・二匹 役
  - 京都清水坂殺人事件（1997年6月30日）：橋口 役
  - 早乙女千春の添乗報告書4　伊豆湯けむりツアー殺人事件（1996年12月30日）：戸田浩一郎 役
  - 検視官江夏冬子シリーズ：橋口警部補 役
    - 検視官江夏冬子2 京都冬化粧殺人事件（1998年2月2日）
    - 検視官江夏冬子3 京都奥嵯峨殺人絵巻（1998年8月31日）
    - 検視官江夏冬子4 京都宵山殺人事件（1999年9月13日）
    - 検視官江夏冬子5 京都慕い雛殺人事件（2000年3月6日）* 京都冬化粧殺人事件（1998年2月2日）

  - 司法浪人・鵜飼優子の挑戦（2002年1月21日）
- 火曜ドラマリーグ/青春オフサイド!女教師と熱血イレブン（1993年10月19日 - 11月9日、朝日放送）：葛西保夫 役
- 花王ファミリースペシャル/悪妻は夫をのばす! 落合博満物語（1993年12月、関西テレビ）：落合博満 役
- 東芝日曜劇場/スウィート・ホーム（1994年1月9日 - 3月27日、TBS）：主演・井上実 役
- 新空港物語 第1話、第7話（1994年1月6日 - 3月17日、テレビ朝日）：宗方克也 役
- カネボウヒューマンスペシャル/ばいばい、フヒタ（1994年2月15日、日本テレビ）：藤田豊実 役
- 大家族ドラマ 嫁の出る幕（1994年7月14日 - 9月22日、テレビ朝日）：中川雄一 役
- 味いちもんめシリーズ（テレビ朝日）：横川健一 役
  - 味いちもんめ（1995年1月12日 - 3月16日）
  - 味いちもんめII 京都編（1996年1月11日 - 3月21日）
  - '97新春ドラマスペシャル 味いちもんめ（1997年1月2日）
  - '98新春ドラマスペシャル 味いちもんめ（1998年1月2日）
  - 2013ドラマスペシャル 味いちもんめ（2013年5月11日）
- ジューン・ブライド（1995年4月14日 - 6月30日、TBS）：白砂誠 役
- 金曜エンタテイメント（フジテレビ）
  - 検察捜査（1995年5月19日）
  - 心はロンリー気持ちは「…」X（1997年8月29日）
  - チャイドルママの事件簿 南紀白浜・幽霊殺人事件（1998年5月22日）
- たたかうお嫁さま（1995年10月18日 - 12月13日、日本テレビ）：松浦慎也 役
  - たたかうお嫁さま 新婚スペシャル（1996年4月3日）
  - たたかうお嫁さま 出産スペシャル（1996年12月19日）
- 刑事追う!（1996年4月8日 - 9月23日、テレビ東京）：馬島直治（刑事） 役
- 月曜ドラマ・イン/闇のパープル・アイ（1996年7月1日 - 9月9日、テレビ朝日）：尾崎巧介 役
- 子を貸し屋（1996年12月13日、テレビ東京）
- 3番テーブルの客（1997年2月3日、フジテレビ）
- 世紀末の詩 第4話 「星の王子様」（1998年11月4日、日本テレビ）：岡林聡 役
- 月曜ミステリー劇場/検視官江夏冬子6 京都女人伝説殺人事件（2001年8月20日、TBS）
- 麻意ちゃん、やさしさをありがとう（1998年9月18日、TBS）：孝弘 役
- 笑ゥせぇるすまん「SALE1 ココロ痴漢」（1999年6月26日、テレビ朝日）：上田（部長） 役
- バカヤロー!1999 ニッポン人の怒り爆発 ストレス解消3連発 「小銭がなくて何が悪い!」（1999年9月26日、日本テレビ）
- 千晶、もう一度笑って（2000年1月7日、TBS）
- 別れる2人の事件簿（2000年4月20日 - 6月22日、テレビ朝日）：七原隆一 役
- ブッチギリ女消防士！火消し屋小町（2000年12月26日、フジテレビ）
- 女と愛とミステリー（テレビ東京）
  - 悪の仮面（2001年9月12日）：井原晴久 役
  - 犬笛（2002年3月27日）：秋津四郎 役
- 盤嶽の一生（2002年）：伊佐三 役
- 俺たちの旅 三十年目の運命（2003年12月）：清七 役
- 犯罪交渉人ゆり子3（2004年）：勢力昌三 役
- 月曜ゴールデン（TBS）
  - 探偵 左文字進シリーズ（2004年 - 2013年） - 矢部（警部） 役
    - 探偵 左文字進9 16年目の訪問者（2004年5月10日）
    - 探偵 左文字進10 悪魔と天使（2006年7月10日）
    - 探偵 左文字進11 完璧な犯罪（2007年11月5日）
    - 探偵 左文字進12 凶器の隠し場所（2008年6月16日）
    - 探偵 左文字進13 左文字が殺人犯!?（2009年1月5日）
    - 探偵 左文字進14 撮影所誘拐事件（2010年4月5日）
    - 探偵 左文字進15 長崎・軍艦島の殺意（2011年7月18日）
    - 探偵 左文字進16 他人になった女（2013年4月15日）

  - 十津川警部シリーズ45 志賀高原殺人事件〜黒姫伝説の謎〜（2011年10月10日）：久保満 役
- 優しい時間（2005年1月13日 - 3月24日、フジテレビ）：音成 役
- ウーマンズ・ビート ドラマスペシャル 溺れる人（2005年3月1日、日本テレビ）：森原主任 役
- 海猿（2005年7月5日 - 9月13日、フジテレビ）：矢吹真一 役
- 戦国自衛隊・関ヶ原の戦い（2006年1月31日・2月7日、中京テレビ）：宮下真一 役
- 鉄板少女アカネ!!「第3話 じゃがいも vs カニ THE 料理バトル!!」（2006年10月29日、TBS）：白井文平 役
- 私の頭の中の消しゴム（2007年3月13日、日本テレビ）：香野健一 役
- 水曜ミステリー9（テレビ東京）
  - さすらい署長 風間昭平7（2007年10月31日）：水越紀男 役
  - ガンリキ 警部補・鬼島弥一（2012年1月18日）：山形篤則 役
  - 嘘の証明 犯罪心理分析官・梶原圭子3（2013年10月23日）：葉月良太 役
- 4姉妹探偵団「第8話 愛と欲望のピアニスト殺人!!呪う女…」（2008年3月7日、テレビ朝日）：村井康夫 役
- 風のガーデン（2008年10月9日 - 12月18日、フジテレビ）：水木三郎 役
- The波乗りレストラン（2008年11月1日 - 9日、日本テレビ）：ロッキー 役
- 本日も晴れ。異状なし（2009年1月18日 - 3月15日、TBS、日曜劇場）：立花和美 役
- 十津川警部シリーズ 寝台特急(ブルートレイン)殺人事件（2009年4月11日、TBS）：武田信太郎 役
- ハンチョウ〜神南署安積班〜 シリーズ1「第11話 女子高生殺人事件…亡き妻に捧ぐ父の約束」（2009年6月22日、TBS）：高沢武士 役
- ダンディ・ダディ?〜恋愛小説家・伊崎龍之介〜 第6章 - 最終章（2009年8月、テレビ朝日）：内野達彦 役
- オルトロスの犬「第7話 非常事態」（2009年9月11日、TBS）：武田 役
- 地下鉄サリン事件 15年目の闘い〜あの日、霞ヶ関で何が起こったのか〜（2010年3月20日、フジテレビ）：浅川一雄 役
- 警視庁継続捜査班「第6話」（2010年8月26日、テレビ朝日）：塚本暁 役
- 告発〜国選弁護人 第1話（2011年1月13日、テレビ朝日）：赤堀 役
- 水戸黄門第43部 第10話「父と呼ばれて… -岡崎-」（2011年9月12日、TBS）：半兵衛 役
- 金曜プレステージ「鬼平犯科帳スペシャル 盗賊婚礼」（2011年9月30日、フジテレビ）：鳴海の繁造 役
- 金曜スーパープライム 1000年後に残したい…報道映像「メルトダウン 〜福島第一原発 あのとき何が〜」（2011年12月23日）：枝野幸男 役※再現ドラマ
- ダンダリン 労働基準監督官 最終話（2013年12月11日、日本テレビ）：小西健司 役
- 金田一少年の事件簿N（neo）第3話（2014年8月2日、日本テレビ）：川崎洋三 役
- 松本清張ミステリー時代劇 第2話「七種粥」（2015年4月14日、BSジャパン）：庄兵衛 役
- やすらぎの郷 第7話（2017年4月11日、テレビ朝日）：溝口署長 役
  - やすらぎの刻〜道（2019年）
- 当番弁護士 梶原藤子の事件ファイル（2021年10月4日、テレビ東京）：岡谷文夫 役
- 素敵にティータイム（2022年7月、テレビ神奈川）：マスター役

### 映画
- 私をスキーに連れてって（1987年、東宝）：泉和彦 役
- 海へ 〜See you〜（1988年、東宝）：ヤス 役
- バカヤロー! 私、怒ってます 第三話「運転する身になれ!」（1988年、松竹）：佐々木次郎 役
- 螢（1989年、東映）：木内秀夫 役
- どっちもどっち（1990年、東宝）：宮本誠 役
- ゴールドラッシュ（1990年、東映）：大沢秀夫 役
- フィレンツェの風に抱かれて（1991年、東映クラシックフィルム）：後藤 役
- 修羅場の人間学 （1993年、東映）：森島雅人 役
- お日柄もよくご愁傷さま（1996年、東映）：岡部貴之 役
- 熊本物語「おんな国衆一揆」（2002年）：和仁弾正親範 役
- ベースボールキッズ（2003年、千葉テレビ）：熊谷大作 役
- I am 日本人（2006年、ギャガ）：河合隆造 役
- 五日市物語（2011年）：東豆太朗 役
- Noise ノイズ（2018年）：里恵の父 役
- 鈍色のキヲク（2019年）[7]
- 乙女たちの沖縄戦 白梅学徒の記録（2022年、渋谷プロダクション）
- ソーゾク（2025年公開予定、ふればり / ベストブレーン）[8]

### 配信ドラマ
- 若鷲に憧れて 〜元予科練生の回顧録〜（2021年）

### Vシネマ
- 実録・梁山泊 パチプロ列伝 浪花の哲 シリーズ（1999年 - 2000年）：主演・梁山泊リーダー
  - 実録・梁山泊 パチプロ列伝 浪花の哲（1999年7月23日）
  - 実録・梁山泊 パチプロ列伝 浪花の哲2（1999年11月26日）
  - 実録・梁山泊 パチプロ列伝3 爆裂王大野（2000年2月25日）
  - 実録・梁山泊 パチプロ列伝4 インテリ三沢（2000年5月26日）
  - 実録・梁山泊 パチプロ列伝5 リーダー（2000年8月25日）
  - 実録・梁山泊 パチプロ列伝6 リーダーと四天王（2000年11月24日）
- 新・首領への道（2008年）：大阪府警 浪速警察署 刑事部長 コミヤマ ※特別出演
- 極道の紋章 第伍章（2008年）：滋賀 石垣組若頭 木村組組長 木村昇三 ※特別出演
- ハイウェイ・バトル R×R（2008年）：TOP SECRET 2001 フルヤ
- ハイウェイ・バトル R×R 2 マキシマム・スピード（2009年）：TOP SECRET 2001 フルヤ
- 若頭暗殺（2015年）：近江組江組若頭補佐 別府会会長 別府
- 極道たちの野望（2016年）：五十嵐組若頭 瀬川賢二
- 若頭暗殺史 修羅の男たち（2016年）：山東連合会舎弟頭 若宮組組長 若宮錦吾
- YOKOHAMA BLACK5・6（2018年）：町中華の大将
- 半端（2018年）：山城組 元組員 古田連太郎
- CONFLICT 最大の抗争 第三章 第四章（2018年）：三代目阪王会会長 鬼塚重孝（元天道会）

### バラエティ
- 志村X（1996年10月、フジテレビ）
- 伊東家の食卓（1997年10月 - 2007年3月、日本テレビ）
- 趣味悠々「中高年のためのらくらくツーリング入門」（2004年7月8日 - 8月26日、NHK教育）
- 行列のできる法律相談所（2007年、日本テレビ）：北村晴男 役
- 史上最強の人間ドック ザ・快傑ドクター（TBS）
- クイズ☆タレント名鑑（2011年、TBS）
- 『白熱特番!ゴルフ下克上 ～谷原秀人 vs 蛍原軍団～』（2020年9月24日、BSテレビ東京・ジャパネット制作）
- クイズ!脳ベルSHOW （2021年、BSフジ ）

### CM
- 王子製紙「ドレミ」
- 山之内製薬「ギネスゴールド」（1989年）
- ハインツ トマトケチャップ（1990年）
- 安田火災（1990年）
- 三菱自動車「ミラージュ」（1991年 - 1992年）深津絵里、福山雅治と共演
- アサヒビール「エール6」（1993年）中野英雄と共演
- クラシアン（1994年）
- ハウス食品「シチュー」[9]
- 紳士服のコナカ
- 九州電力
- 日本たばこ産業
- 近未來通信
- シード平和

## ディスコグラフィ

### アルバム
- 夢の背中（1993年、アルファレコード）